# SG Wattenscheid 09
SG Wattenscheid 09 , là một câu lạc bộ thể thao có trụ sở tại Wattenscheid, Bochum, North Rhine-Westphalia
Câu lạc bộ được thành lập ngày 18 tháng 9 năm 1909.Ngày 23 tháng 10 năm 2019, câu lạc bộ đã nộp đơn xin phá sản từ mùa giải Regionalliga West 2019-20, vì vậy CLB đã xuống hạng.

Logo cũ

## Các cầu thủ
Tính đến 30 tháng 1 năm 2021
Ghi chú: Quốc kỳ chỉ đội tuyển quốc gia được xác định rõ trong điều lệ tư cách FIFA. Các cầu thủ có thể giữ hơn một quốc tịch ngoài FIFA.
| Số | VT | Quốc gia   | Cầu thủ           |
| -- | -- | ---------- | ----------------- |
| 1  | TM | Đức        | Bruno Staudt      |
| 2  | TĐ | Đức        | Sebastian Kleine  |
| 3  | HV | Đức        | Casey Backhaus    |
| 4  | HV | Đức        | Norman Jakubowski |
| 6  | HV | Đức        | Tom Sindermann    |
| 7  | TĐ | Đức        | Leon Gensicke     |
| 8  | TV | Đức        | Luca Hauswerth    |
| 9  | TĐ | Đức        | Felix Casalino    |
| 10 | TV | Đức        | Fabian Kerellaj   |
| 11 | TĐ | Đức        | Roussel Ngankam   |
| 12 | TV | Đức        | Tim Krafft        |
| 14 | TV | Đức        | Mike Lewicki      |
| 15 | HV | Thổ Nhĩ Kỳ | Burak Yerli       |

| Số | VT | Quốc gia      | Cầu thủ             |
| -- | -- | ------------- | ------------------- |
| 17 | HV | Đức           | Arthur Nakalyuzhnyy |
| 19 | TĐ | Đức           | Roman Zengin        |
| 20 | TĐ | Bắc Macedonia | Ali Ibraim          |
| 21 | HV | Kosovo        | Agon Arifi          |
| 22 | TV | Đức           | Tim Kaminski        |
| 23 | TV | Đức           | Nils Hönicke        |
| 24 | TV | Đức           | Frederik Wiebel     |
| 27 | HV | Đức           | Phil Britscho       |
| 29 | TV | Đức           | Gianluca Cirillo    |
| 32 | HV | Đức           | Marvin Schurig      |
| 37 | TM | Thổ Nhĩ Kỳ    | Tolunay Işik        |
| 44 | TM | Đức           | Maurice Horn        |

## Cựu Huấn luyện viên
- Hubert Schieth (1969–1971)
- Helmut Witte (1975–1976)
- Erhard Ahmann † (1976–1977)
- Hubert Schieth (1977–1981)
- Fahrudin Jusufi (1982–1985)
- Hans-Werner Moors (1985–1987)
- Gerd Roggensack (1987–1989)
- Hans Bongartz (1990–1994)
- Frank Hartmann (1994)
- Heinz-Josef Koitka (1994)
- Franz-Josef Kneuper (1994)
- Hans-Peter Briegel (1994–1995)
- Frank Wagener (1995–1996)
- Peter Vollmann (1996)
- Franz-Josef Tenhagen (1996–1998)
- Hans Bongartz (1998–2004)
- Marcel Witeczek (2004)
- Georg Kreß (2004–2006)
- Dirk Helmig (2006–2009)
- Thomas Obliers (2009)

## Tham Khảo
1. ↑  "Endlich Klarheit: Neuanfang in Oberliga Westfalen" (bằng tiếng Đức). SG Wattenscheid. ngày 20 tháng 6 năm 2020.
2. ↑  "Unsere Erste 2017/18" (bằng tiếng Đức). SG Wattenscheid. Truy cập ngày 15 tháng 2 năm 2018.